# شاهزاده آریسوگاوا تاکاهیتو
شاهزاده آریسوگاوا تاکاهیتو ((به ژاپنی: 有栖川宮幟仁親王, Arisugawa-no-miya Takahito-Shinnō); ۱۷ فوریهٔ ۱۸۱۳ – ۴ ژوئیهٔ ۱۸۸۶) هشتمین رهبر خاندان  آریسوگاوا نو میا یکی از اعضای شیننوکه  و  خوشنویس اهل ژاپن بود.